# Thyrsodium
Thyrsodium là một chi thực vật thuộc họ Anacardiaceae.
Bao gồm các loài:
- Thyrsodium herrerense, Encarnacion